# Brachionus murphyi
Brachionus murphyi är en hjuldjursart som beskrevs av Fusa Sudzuki H. 1989. Brachionus murphyi ingår i släktet Brachionus och familjen Brachionidae. Inga underarter finns listade i Catalogue of Life.